# Volvo Buses
Volvo Buses es una filial y una zona de negocios para autobuses del fabricante sueco de vehículos Volvo, que se convirtió en una división independiente en 1968. Tiene su sede en Gotemburgo.
Es el segundo fabricante de autobuses más grande del mundo, con una amplia gama de autobuses. La gama de productos incluye autobuses completos y autocares, así como de chasis, combinado todo ello con una amplia gama de servicios.
La operación de autobuses tiene una presencia mundial, con producción en Europa, Norteamérica / Suramérica.

## Productos

### Chasis

#### Histórios
- 1950s: B627
- 1950s-1960s: B615/B616/B617
- 1950s-1960s: B635/B638
- 1950s-1960s: B705
- 1950s-1960s: B725/B727
- 1951-1963: B655 (motor medio)/B656/B657/B658
- 1960s: B715
- 1963-1965: B755
- 1960s-1980s: B57 & BB57
- 1965-1982: B58
- 1970-1980: B59
- 1973-1985: Ailsa B55
- 1978-2001: B10M/B10MA/B10MD (la versión de autobús urbano de doble piso B10MD, construido desde 1982 a 1993, también conocido como  Citybus)
- 1970s-1991: B10R
- 1990-2002: B10B
- 1991-1998: B6/B6LE
- 1992-2000: Olympian (modificado desde Leyland Olympian)
- 1992-2004: B10BLE
- 1993-2000s: B10L/B10LA
- 1997-2006?: B7L/B7LA
- 1998-2002: B6BLE
- 1998-2004: Super Olympian (también conocido como B10TL)
- 1999-2006: B7TL

#### Actuales
- 1991-: B12/B12R
- 1997-: B7R
- 1997-: B12B
- 1999-: B12M/B12MA (la versión biarticulada fue introducica en  2002)
- 2000-: B7RLE
- 2001-: B12BLE/B12BLEA (versión articulada introducida en  2005)
- 2002-: B9TL (conocida en algún momento como Olympian en el sitio web de Volvo)
- 2002-: B9S Articulado/B9 SALF Articulado (versión biarticulada introducida en 2006)
- 2003-: B9R
- 2005-: B9L/B9LA
- 2008?-: B5L Híbrido (autobús híbrido eléctrico)
- 2010-: B13R
- 2010?-: B9RLE
- 2011-: B270F
- 2019-: B11R

### Autobuses completos

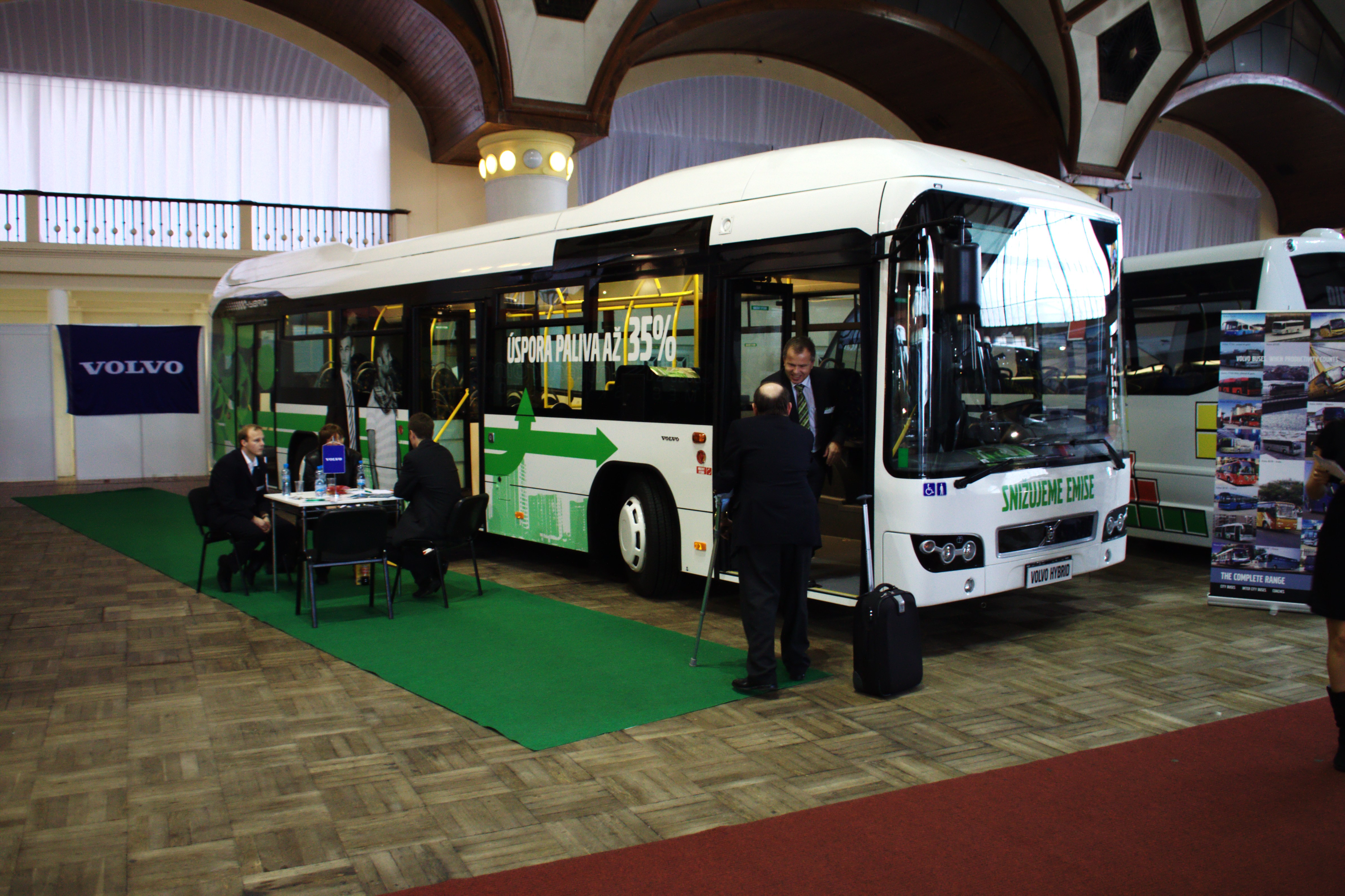
Autobús híbrido Volvo 7700H en la Feria del Autobús de Chequia 2011

Autobuses completos en los que Volvo fabrica el chasis y la carrocería:
- C10M (construido en  los 1980s)
- 5000/7500 autobús urbano de piso bajo  (B10L/B7L/B9S chasis articulado)
- 7000/7700 autobús urbano de piso bajo (chasis B10L/B7L/B9L)
- 7250/7350 autocar (chasis Volvo/Drögmöller B10-400/B7R) - para México
- 7400 - para India
- 7400XL - para India
- Autocar 7450/7550
- Autobús híbrido 7700 (chasis B5L)
- 7800 autobús articulado BRT (B9S Articulated chassis) - para China
- 7900, que tiene una versión híbrida eléctrica.
- 8400 citibus (chasis B7RLE) - para India
- 8500 TX intercity (chasis B12M)
- 8500LE citibus (chasis articulado B10BLE/B12BLE/B9S)
- 8700 TX intercity (chasis B7R/B12B/B12M)
- 8700LE citibus (chasis B7RLE/B12BLE)
- 8900/8900 intercity de piso bajo (chasis B7R/B7RLE/B9RLE)
- 9100 autocar - para Asia
- 9400 intercity (chasis B7R) - para India
- 9400XL(6X2) intercity (chasis B9R) - para India
- 9400PX autocar
- 9500 autocar (chasis B9R)
- 9600 autocar (chasis B9R) - para China
- 9700 autocar (chasis B12B/B12M/B9R/B13R)
- 9800 autocar (chasis B12M) - para China
- 9900 autocar (chasis Volvo/Drögmöller B12-600)

Para México, se cuentan con modelos exclusivos.
- 7550 (Descontinuado)
- 8300 (Descontinuado)
- 7300 (Modelo BRT)
- 9700 (Gama PX, TX, Grand, Select, Luxury) (Descontinuado)
- 9300 (Descontinuado)
- 9700 US/CAN (Modelo fabricado bajo pedido)
- 9800
- 9800 15M (Modelo de 15 metros de largo)
- 9800 DD (Modelo doble piso con diferencias a la versión europea del 9700 DD)

## Compañías adquiridas
Fabricantes de autobuses pertenecientes / adquiridos por Volvo:
- Säffle Karosseri AB, Säffle, Sweden (1981, ahora Volvo Bussar Säffle AB)
- Steyr Bus GmbH, Steyr, Austria (early 1990s)
- Aabenraa Karrosseri A/S, Aabenraa, Denmark (1994)
- Drögmöller Karosserien GmbH & Co. KG, Heilbronn, Germany (1994, posteriormente conocida como Volvo Busse Industries (Deutschland) GmbH, planta cerrada en 2005)
- Prevost Coaches, Quebec, Canadá (1995), ahora conocida como Prevost Car
- Merkavim, Israel (1996), coposeida por Volvo Bus Corporation & Mayer Cars & Trucks Ltd., importador de coches y motoss HONDA en Israel[1]
- Carrus OY, Finland (1998, posteriormente conocida como Volvo Bus Finland OY)
- Nova Bus, St-Eustache, Quebec, Canadá (1998)
- Mexicana de Autobuses SA (MASA), Tultitlán, México (1998), renombrada Volvo Buses de México[2]
- Alfa-Busz, Székesfehérvár, Hungría, (2002)

## Galería

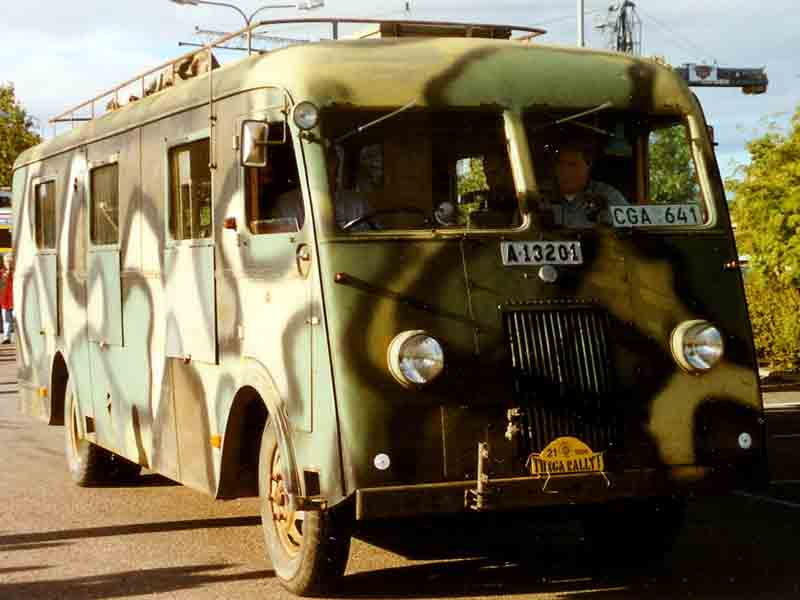
Volvo B12 Bus 1940
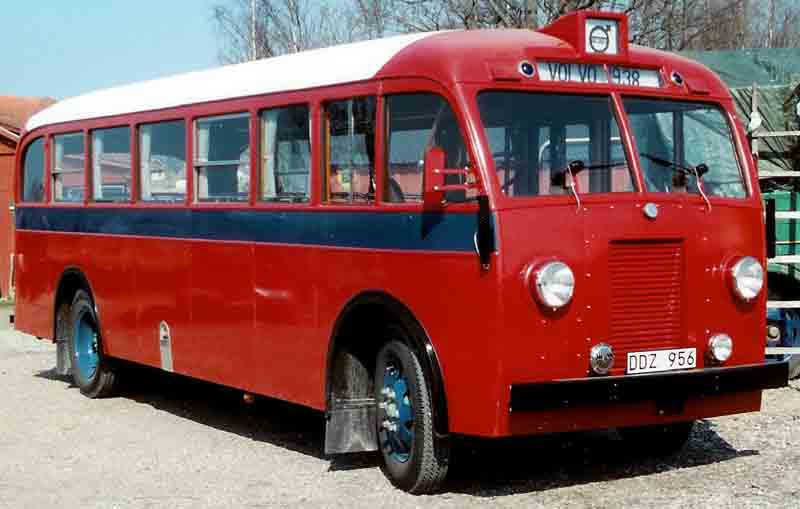
Volvo B10 Bus 1938
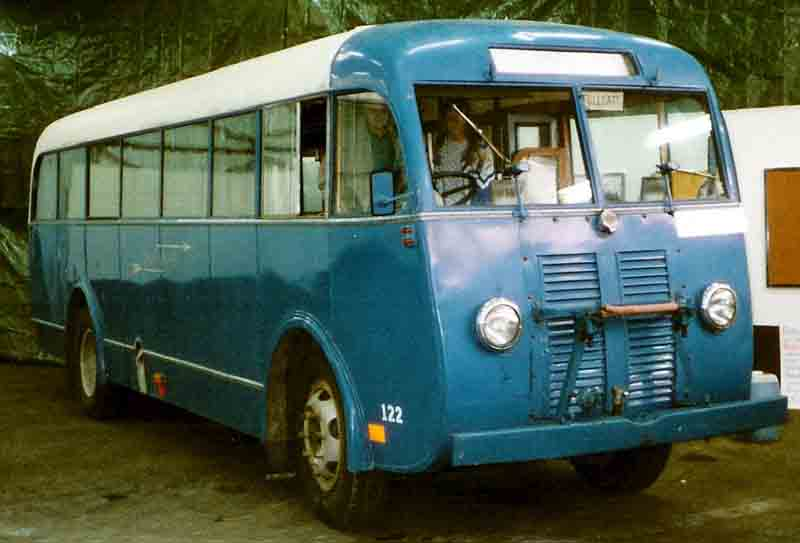
Volvo B512 Bus 1948
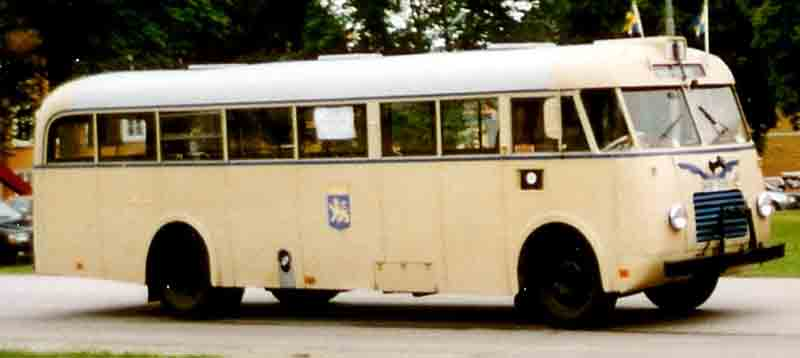
Volvo B513X Bus 1948
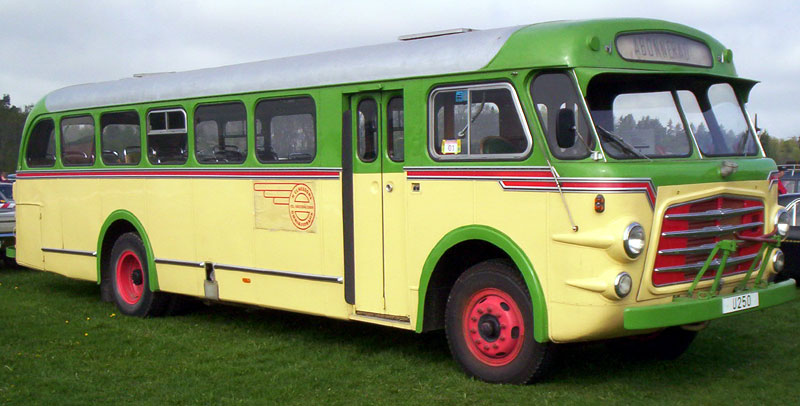
Volvo B617 Bus 1952
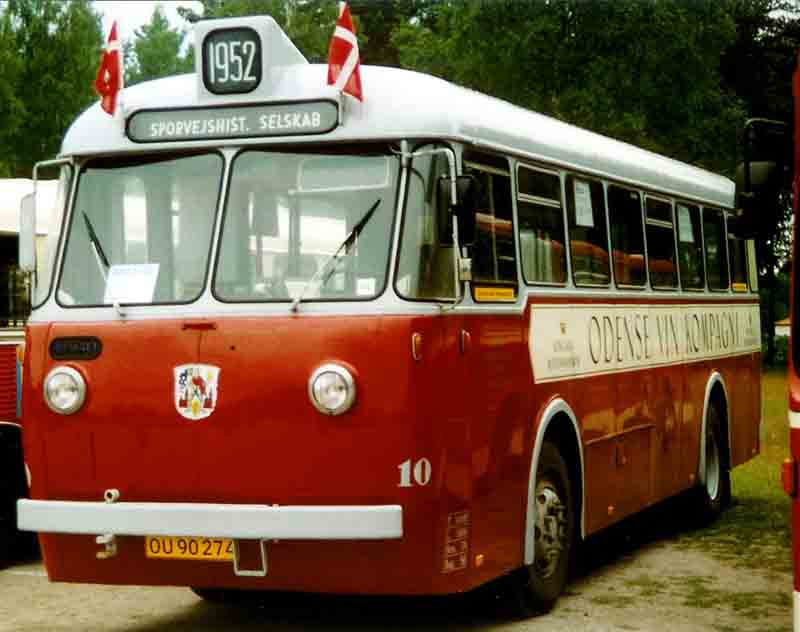
Volvo B655 Bus 1952
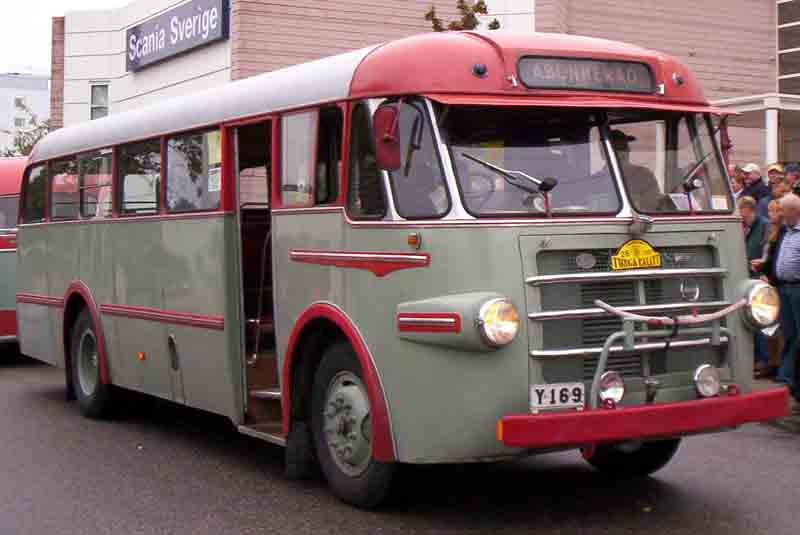
Volvo Bus 1953
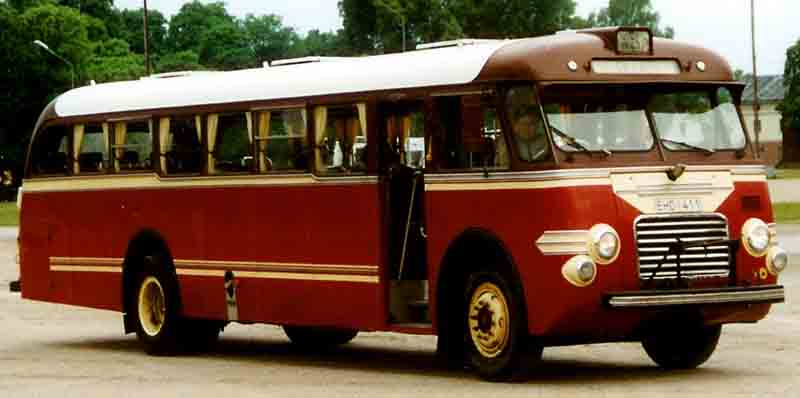
Volvo B638 Bus 1953
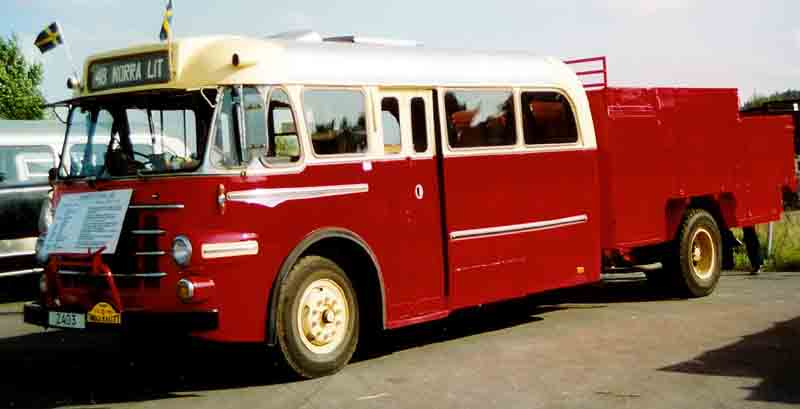
Volvo B727 Bus 1953
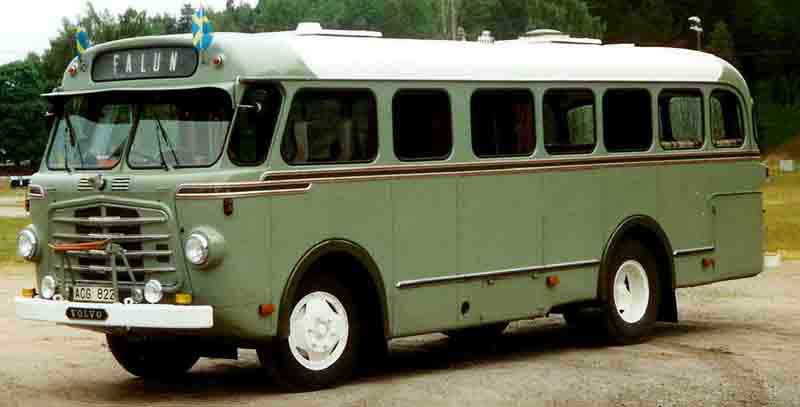
Volvo B70501 Bus 1959
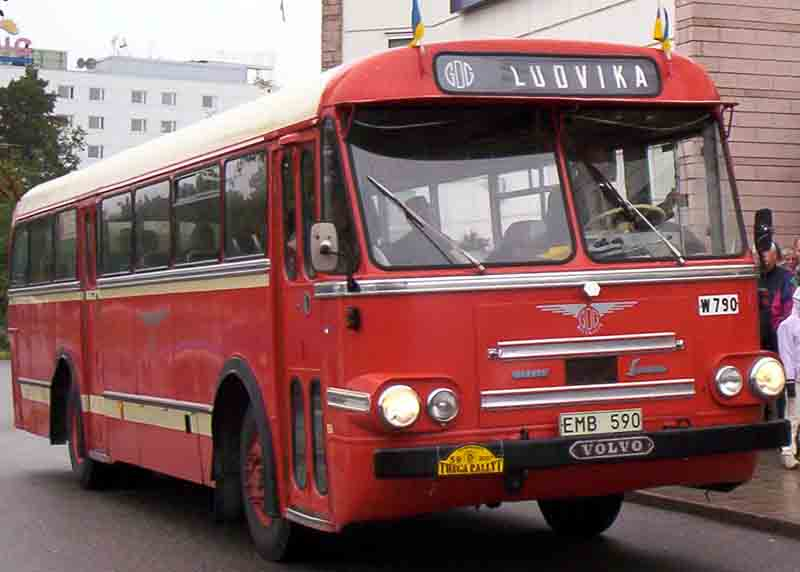
Volvo B655 Bus 1963
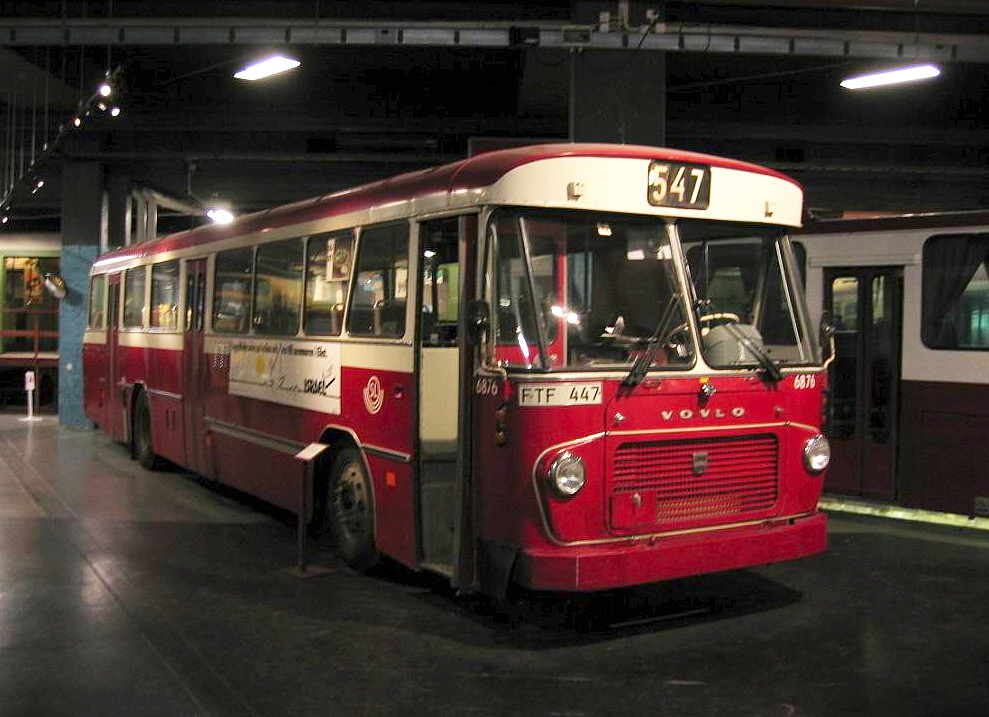
1967 Volvo bus
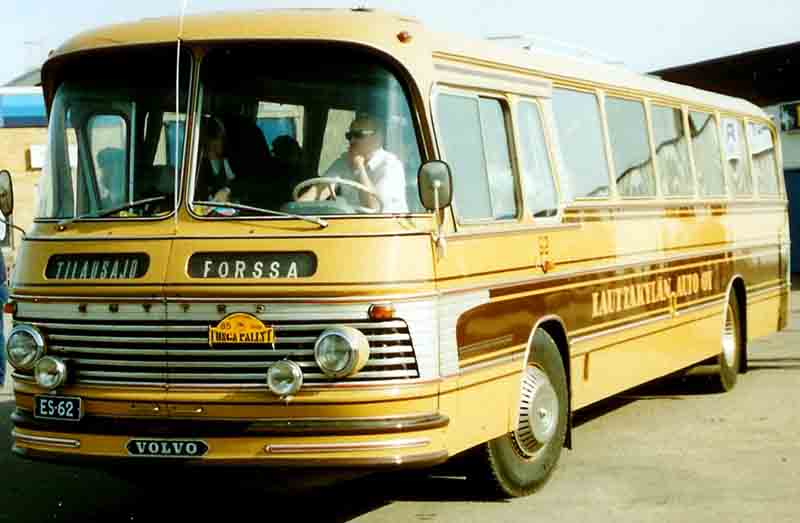
Volvo B58 Bus 1968
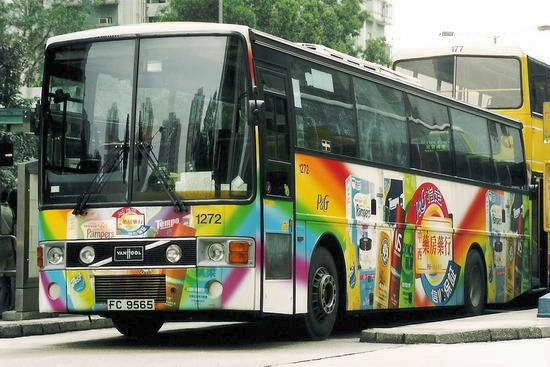
Un autocar Volvo B10M con carrocería Van Hool
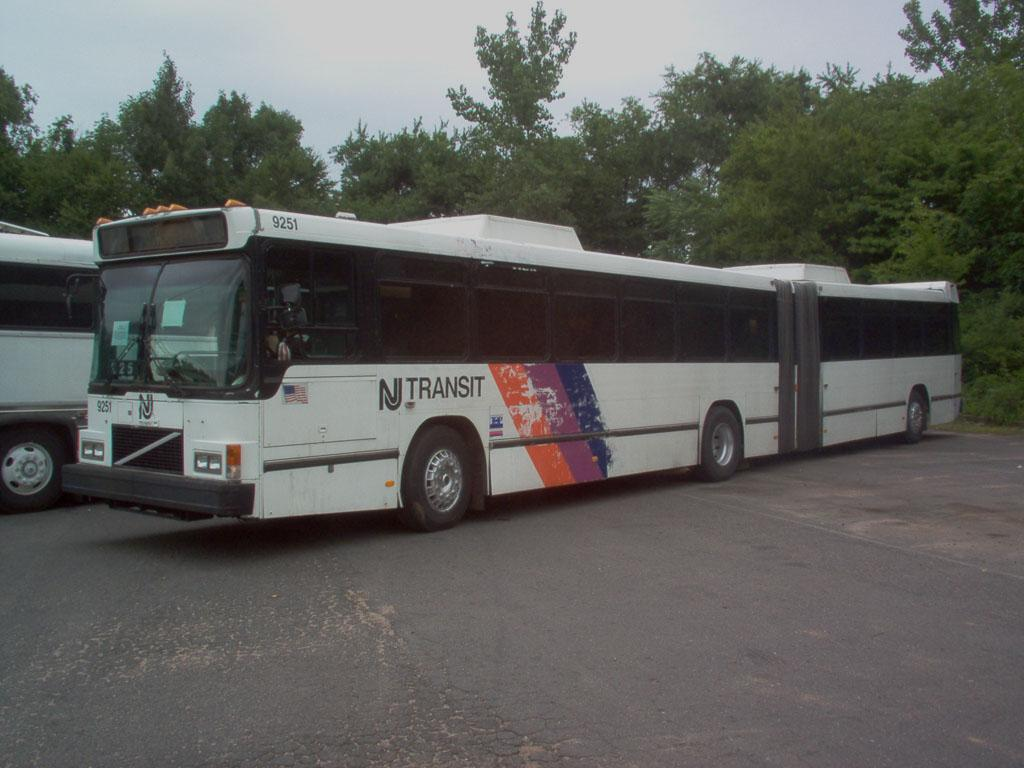
Volvo 5500 en un chasis B10M, 1985
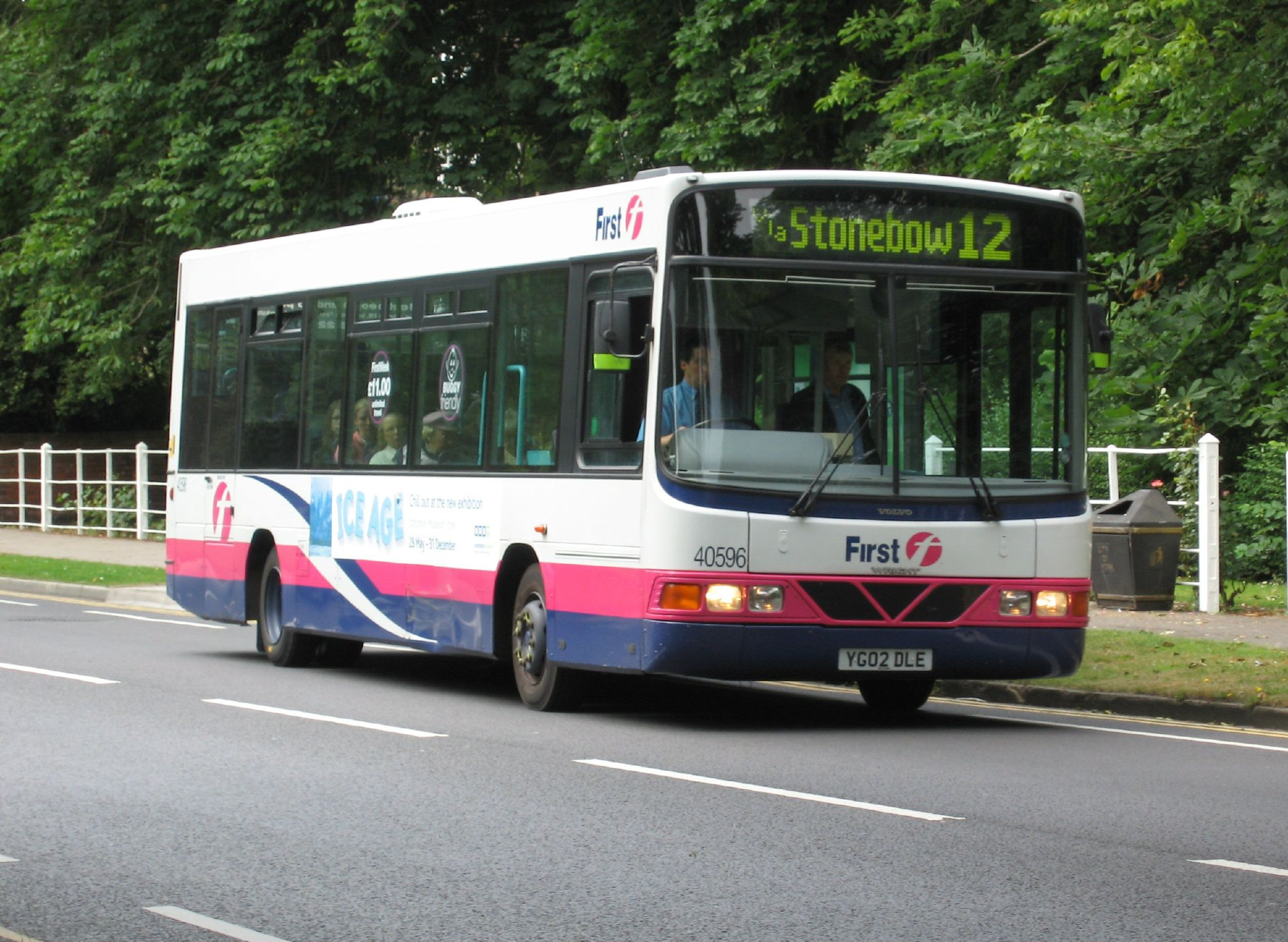
Un autobús moderno Volvo
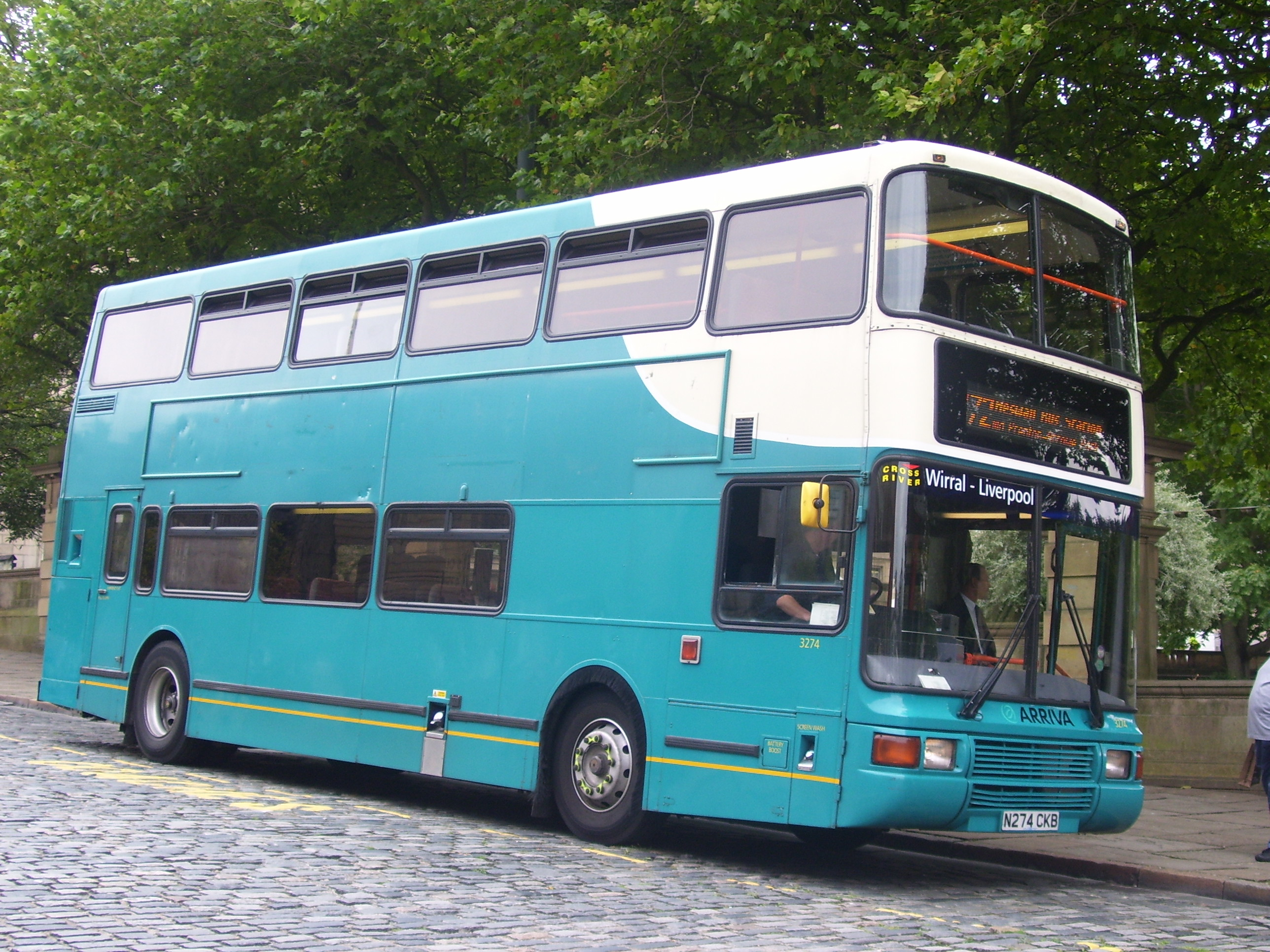
Volvo Olympian 1996
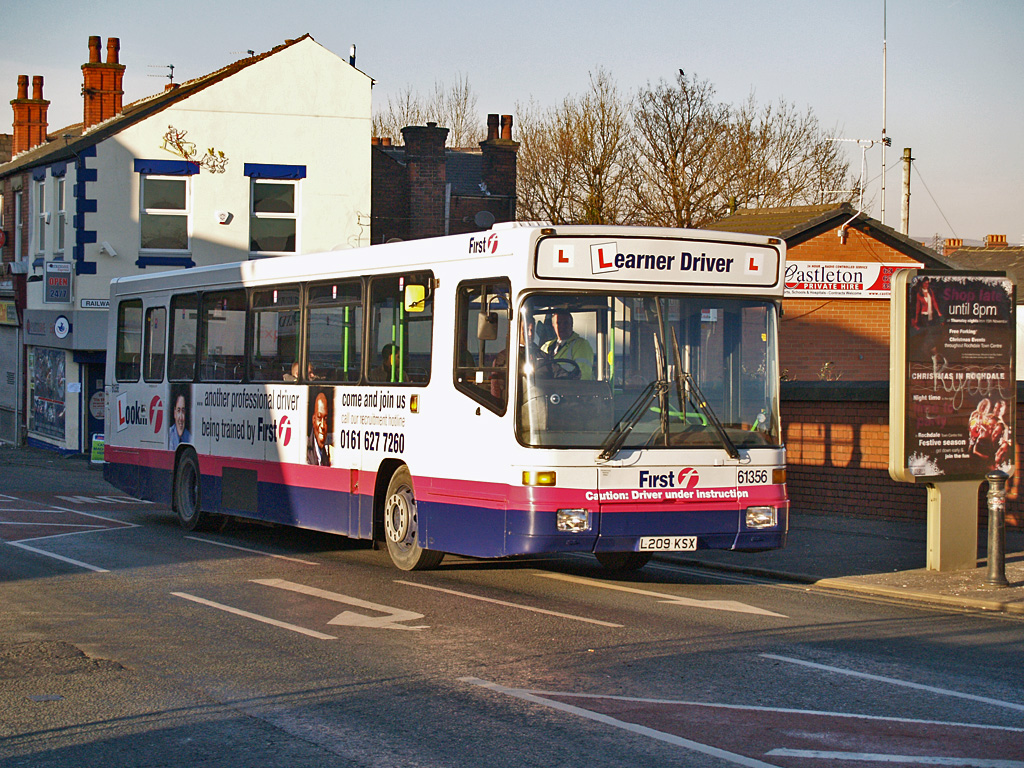
Un autobús B10B construido en 1993 B10B con carrocería Stride de Alexander, funcionando como autobús de entrenamiento para First Manchester